# Simon Lelouch
Pour les articles homonymes, voir Lelouch.
Simon Lelouch, né le 20 mai 1966, est un réalisateur, producteur et scénariste français.

## Biographie
Il est le fils de Claude Lelouch et de sa première femme Christine Lelouch-Cochet.
Il a commencé sa carrière comme stagiaire, second puis premier assistant réalisateur auprès de Charlotte Branstrom, Philippe de Broca, Claude Lelouch, Pierre Etaix, Patrick Braoudé, Didier Kaminka, Etienne Dhaene, Paul Boujenah... mais c'est Jean-Marie Poiré qui lui donne réellement ses premières responsabilités de réalisateur en lui proposant de réaliser les secondes équipes des Anges Gardiens et des Visiteurs 2.
Depuis il a réalisé et produit 5 courts métrages présentés et primés dans de nombreux festivals français et internationaux...
- Deauville des Astres (1992)
- Nous sommes tous des anges (1996)
- Scénarios sur la drogue, la purée (2000)
- 7h57 am-pm (2010)
- Nous sommes tous des êtres penchés (2013)

... réalisé une trentaine de films publicitaires pour le marché international et a coproduit le long-métrage de Stéphane Brizé intitulé Entre Adultes.
Il a également participé à la distribution de Roman de Gare de Claude Lelouch, de Nos amis les terriens de Bernard Werber, et de L'Argent Dette de Paul Grignon.
En parallèle de ses activités en fiction, il a été également pendant 10 ans le Producteur et le Directeur Artistique de l'agence de photographes créée par Anne Lecerf WATCH OUT[réf. nécessaire].
En 2015, il prend une option sur les droits du scénario écrit par Jacques Prevert du film mythique et resté inachevé de Marcel Carné intitulé "La fleur de l'âge, L'Île des enfants perdus", mais n'arrivera pas à remonter ce projet.
À partir de 2016 il commence à diversifier ses activités dans la production de contenus pour des marques et des collectivités mettant ainsi son expérience de réalisateur de films publicitaires au service de productions corporate (fims d'entreprises). À ce titre il co-produit des films pour Axa Group Security et le groupe Richemont pour lequel il est récompensé de deux Dauphins d’Or au Festival International des Cannes Corporate Media & TV Awards. Le premier en 2016, pour IWC, avec un film en animation réalisé par Zaven Najjar, le second en 2020, pour Axa Group Security, avec une série de films réalisés en deepfake (ou hypertrucage, ici à but artistique) par Pablo Melcor.
En 2018, il produit une exposition accompagnée d’un film en animation pour la ville du Blanc Mesnil : Le Blanc-Mesnil, du 19e siècle Siècle à Demain.
Il se rapproche aussi de la rédaction du site web français d'information Streetpress, consacré à l'investigation et aux cultures urbaines avec lesquelles il co-produit 12 mini documentaires pour la ville de Ris-Orangis entre 2018 et 2021.
Il développe et produit également pour la ville de Ris-Orangis deux ouvrages destinés à la littérature jeunesse, inspirés du réel, écrit et illustré par Rémi Courgeon :
- Le miel de la rue Jean Moulin[2],[3] édité chez Nathan en 2018
- Mon herbier des gens[4],[5],[6],[7] édité aux éditions La cabane bleue en 2022

En 2021 il participe à la co-production de l’adaptation au théâtre Lepic de Changer l’eau des fleurs de Valérie Perrin, co-mise en scéne par sa sœur, Salomé Lelouch, et Mikaël Chirinian. Avec Caroline Rochefort dans le rôle principal, nommée aux Molières 2022 de la révélation féminine de l’année.

## Filmographie

### Assistant réalisateur
- Les Couloirs du temps : Les Visiteurs 2 (réalisateur seconde équipe) de Jean-Marie Poiré
- Les Anges gardiens (réalisateur seconde équipe) de Jean-Marie Poiré
- Amour et Confusions (1er assistant réalisateur) de Patrick Braoudé
- Ma femme me quitte (1er assistant réalisateur) de Didier Kaminka
- Les Misérables (1er assistant réalisateur) de Claude Lelouch
- Poulet sur planches (1er assistant réalisateur) de Étienne Dhaene
- Le Voleur et la Menteuse (1er assistant réalisateur) de Paul Boujenah
- Tout ça... pour ça ! (1er assistant réalisateur) de Claude Lelouch
- Nos amours... Nos emmerdes (1er assistant réalisateur) de Paul Boujenah
- Les Clés du paradis (2e assistant réalisateur) de Philippe de Broca
- La Belle Histoire (2e assistant réalisateur) de Claude Lelouch
- Opération Corned Beef (2e assistant réalisateur) de Jean-Marie Poiré
- Il y a des jours... et des lunes (2e assistant réalisateur) de Claude Lelouch
- J'écris dans l'espace (stagiaire mise en scène) de Pierre Etaix
- Un été d'orages (stagiaire régie) de Charlotte Brandström
- Itinéraire d'un enfant gâté (stagiaire mise en scène) de Claude Lelouch

### Acteur
- 1979 : À nous deux
- 1981 : Les Uns et les Autres
- 1992 : Tous les garçons
- 2024 : Finalement : le propriétaire en colère

### Réalisateur

#### Courts métrages
- 1992 : Deauville des Astres
- 1996 : Nous sommes tous des anges
- 2000 : Scénario sur la drogue, La Purée
- 2010 : 7.57 am-pm
- 2013 : Nous sommes tous des êtres penchés...

#### Seconde équipe long métrage
- 1994 : Les Anges gardiens (film, 1995)
- 1997 : Les Couloirs du temps : Les Visiteurs 2

#### Publicité
- 1997 : Association Setton (en collaboration avec Sébastien Drhey)
- 1998 : Snickers (en collaboration avec Sébastien Drhey)
- 1998 : Philips (en collaboration avec Sébastien Drhey)
- 1999 : Visual, le chasseur (en collaboration avec Sébastien Drhey)
- 1999 : Multimania (en collaboration avec Sébastien Drhey)
- 1999 : Gaz de France (en collaboration avec Sébastien Drhey)
- 2000 : Ola (en collaboration avec Sébastien Drhey)
- 2000 : Caisse d'épargne (en collaboration avec Sébastien Drhey)
- 2001 : Visual, les subjectifs (en collaboration avec Sébastien Drhey)
- 2001 : SFR (en collaboration avec Sébastien Drhey)
- 2002 : Flower by Kenzo
- 2002 : Secours populaire
- 2003 : Crédit agricole
- 2003 : Espace 2
- 2003 : Floressance
- 2004 : Danio
- 2004 : Freebox
- 2004 : Wanadoo
- 2005 : Méditel, le match inédit
- 2006 : Méditel, la coupe du monde
- 2010 : Actimel
- 2010 : France Télévision, ce qui nous rassemble...
- 2010 : Activia, elles adorent
- 2010 : Activia, Programme
- 2011 : Actimel, les animaux
- 2011 : Danacol, Mme X
- 2011 : OGF
- 2011 : Disneyland Paris, les cris
- 2012 : Danacol, Programme
- 2012 : Yawmi

### Producteur
- 2007 : Entre adultes de Stéphane Brizé (à travers sa société de production Beaver Films[9])

### Distributeur
- 2007 : Nos amis les Terriens de Bernard Werber
- 2007 : Roman de gare de Claude Lelouch
- 2009 : L'Argent Dette de Paul Grignon

### Scénariste

#### Courts métrages
- 1992 : Deauville des Astres
- 1996 : Nous sommes tous des anges
- 2000 : La Purée
- 2010 : 7.57 am-pm
- 2013 : Nous sommes tous des êtres penchés...

#### Longs métrages
- Jardin d'enfant ou l'histoire de Victor dans ses petits souliers, scénario original en collaboration avec Virginie Reyns
- La révolte des ombres, scénario original en collaboration avec Virginie Reyns
- Gambling City, scénario original
- 125 rue Montmartre, scénario original d’André Gillois, adaptation et dialogue en collaboration avec Bibi Naceri
- Baby-foot, scénario original de Rémi Courgeon, collaboration artistique
- KM0, scénario original d'Éric Delcourt, adaptation et dialogues
- L'homme qui s'est retrouvé, adaptation d’un roman de Henri Duvernois, en collaboration avec Yves Hanchar
- L'ile des enfants perdus, scénario original de Jacques Prevert, nouvelle adaptation cinématographique
- Le roi des rats, scénario original de Virginie Reyns, adaptation et dialogues

## Distinctions

### Deauville des Astres
- Sélectionné au 2e Festival de la Seine St-Denis
- Sélectionné au Festival court-métrage francophone de Paris
- Sélectionné au Festival des Passions d’Aubagne

### Nous sommes tous des anges
- Subventionné par Unifrance pour bénéficier d'une aide au sous-titrage
- Grand Prix, Prix de la critique et Prix de la mise en scène au 5e Festival méditerranéen des nouveaux réalisateurs de Larissa 1997 (Grèce)
- Charlot d'Or du Festival international du film de comédie de Vevey (Suisse)
- Deuxième prix du Festival international du film de Palm Spring 1997 (USA)
- Prix du public au 14e Festival juif et israélien de Montpellier 1996
- Deuxième prix du public au Festival d'humour 1997 de Meudon
- Prix de la création cinématographique au 6e Festival du film ferroviaire de St Pierre des Corps 1997
- Prix du Jury au 1er Festival de la Maison d'Arrêt d'Amiens 1997
- Sélectionné au Festival du court métrage de Sarlat 1996
- Sélectionné au 12e Festival du film court de Nevers 1996 " De Nevers à l'Aube"
- Sélectionné au 8e Festival du film d'actions et d'aventures de Valenciennes 1997
- Sélectionné au 1er Festival du film de comédie de l'Alpe d'Huez 1997
- Sélectionné au 13e Festival du film court de Lille (1997)
- Sélectionné au Festival "Court-Toujours" 1997 de Château-Arnoux
- Sélectionné au Festival International du film de Région de St Paul les trois châteaux 1997
- Sélectionné au Festival du film court de Villeurbanne 1997
- Sélectionné au Festival d'Istanbul, de Ankara et de Izmir 1997 (Turquie)
- Sélectionné au Festival de Taïpeï 1997 (Taïwan)
- Sélectionné au 17e Festival international du film de comédie de Vevey (Suisse)
- Sélectionné au 6e Festival du film francophone de Tel-Aviv (Israël)
- Sélectionné au 12e Festival du British Film Institute (U.K)
- Sélectionné au 48e Festival international de Montecatini Terme (Italie)
- Sélectionné au Festival international du cinéma de Montréal 1997 (Canada)
- Sélectionné au Festival du film français de Yokohama 1997 (Japon)
- Sélectionné au Festival du film de Valladolid 1997 (Espagne)
- Sélectionné au Festival international du film de Uppsala 1997 (Suède)
- Sélectionné au Festival international du film d'Akino de Bucarest 1997 (Roumanie)
- Sélectionné au Festival international de Rouyn-Noranda 1997 en Abitibi Témiscamingue (Québec)
- Présenté dans le cadre de l'opération des "Amoureux du cinéma" saison 96/97
- Présenté hors compétition au Festival des passions d'Aubagne 1996
- Présenté hors compétition au 19e Festival de Clermont-Ferrand
- Présenté hors compétition au Festival Cinéma-Palace d'Hayange 1997
- Présenté hors compétition à la 3e nuit du court métrage d'humour de Vitry-le-François
- Présenté hors compétition à la 5e nuit du court métrage de Beaune
- Présenté hors compétition à la nuit du court-métrage de Montereau 1997
- Présenté hors compétition à la nuit du court-métrage de Chalon-sur-Saône 1997
- Présenté hors compétition au Festival international du film d'Amiens 1997
- Présenté hors compétition à la soirée du court-métrage de Masseube 1997
- Présenté hors compétition à la cinémathèque de Jérusalem et de Tel-Aviv (Israël)
- Présenté hors compétition au Festival du film français de Québec (Canada)
- Présenté hors compétition au Festival du film français de Amsterdam (Pays-Bas)
- Présenté hors compétition au Festival du film français de New Delhi 1997 (Inde)
- Acheté par TV Man Union (Télévision japonaise)
- Acheté par YLE (Télévision Finlandaise)
- Acheté par Canal Plus Espagne
- Acheté par France 3
- Diffusé sur Channel 16 à New-York (USA)

### Nous sommes tous des êtres penchés...
- Subventionné par Unifrance
- Prix du Public au Champs Élysées Film Festival 2013 (France)
- Prix d'interprétation masculine au 19e Festival Jean-Carmet de Moulins-sur-Allier 2013 (France)
- Grand Prix du Marathon du court-métrage du 5e Festival de Rueil-Malmaison 2013 (France)
- Coup de cœur du Jury de la 5e édition du Festival de Cannes Entr’2 Marches 2014 (France)
- Cinematic Achievement Award au 7e Festival international de Thessalonique 2013 (Grèce)
- Prix du Jury du meilleur film étranger à l'International Shortfilm Festival Landau - La.Meko 2014 (Allemagne)
- Sélectionné pour le 12e Prix Unifrance 2014 (France)
- Sélectionné au 32e Festival du Berceau du Cinéma de la Ciotat 2013 (France)
- Sélectionné au Festival du film court francophone Un poing c’est court de Vaulx-en-Velin 2014 (France)
- Sélectionné au 6e Festival du film court de Honfleur 2014 - Honfleur tout court (France)
- Sélectionné au 5e édition du Festival P'tit Clap de Levallois en compétition pour le Prix des Lycéens 2014 (France)
- Sélectionné à la 2e édition du FFFILM PROJECT 2013 - Family Fiction Film Project (Portugal)
- Sélectionné au Festival international de Rhode Island 2014 – Flickers: Rhode Island International Film Festival 2014 (USA)
- Sélectionné au Festival international de Cincinnati 2014– Cincinnati Film Festival 2014 (USA)
- Sélectionné au 22st Mediterranean Festival of New Film-makers - Larissa (Grèce)
- Présenté hors compétition au Short Film Corner - Festival de Cannes 2013 (France)
- Présenté hors compétition au Festival national du film d'Hyères 2013 (France)
- Présenté hors compétition à la 10e édition Des Hérault du cinéma du cap d’Agde (France)
- Présenté hors compétition au 22nd French Film Festival de Richmond, Virginie (États-Unis)
- Présenté hors compétition à la 5e édition du Festival du Cinéma français de Astana (Kazakhstan)
- Présenté hors compétition au 11e Printemps du Cinéma français en Ukraine (Ukraine)
- Présenté hors compétition à la 11e édition du Panorama du cinéma français en Chine (Chine)
- Présenté hors compétition au 5e Festival international des nouveaux médias pour le court-métrage de Shenzhen (Chine)
- Présenté hors compétition au 2nd European Union Online Film Festival (Chine)
- Présenté hors compétition aux 17e rencontres du court-métrage de Saint-Geniés-Bellevue Détours en ciné-court (France)
- Présenté hors compétition au 37e Festival du Film Court en Plein air de Grenoble 2014
- Présenté hors compétition au 18e Festival international Écran Libre d'Aigues-Mortes 2014